# BattlEye
「BattlEye」(バトルアイ)は、BattlEye Innovationsが開発したアンチチートソフトウェア。

## 歴史
2004年、バトルフィールド ベトナムの外部サードパーティ製アンチチートとしてリリース。2005年初頭には、初めてプロリーグで使用された。後にバトルフィールド1942にも移植され、一部のリーグで使用された。
数か月後、バトルフィールド2用のBattlEyeをリリース。コミュニティからの需要は高く、すぐに多くのリーグで使用された。バトルフィールド2ではユーザーがマルチプレイサーバーを立てる事ができ、BattlEyeを採用したサーバー管理者も多かった。
2006年には、Warsowによって公式に採用される。ゲーム内部で動作させることが可能になったおかげで、より優れたチートやハッキングの検出が可能となった。

## BattlEyeを採用したゲーム
- ARMA 2
- ARMA 3
- DayZ
- Z1 Battle Royale
- ARK: Survival Evolved
- Planetside2
- レインボーシックス シージ
- Survarium（英語版）
- Unturned
- Day of Infamy（英語版）
- Insurgency（英語版）
- Conan Exiles（英語版）
- PixARK（英語版）
- Heroes & Generals（英語版）
- PlayerUnknown's Battlegrounds
- ザ・クルー2
- Escape from Tarkov
- ゴーストリコン ブレイクポイント
- Mount & Blade II: Bannerlord（英語版）